# Río Congo Arriba (Darién)
Río Congo Arriba es un corregimiento del distrito de Santa Fe en la provincia de Darién, República de Panamá. La localidad tiene 1.916 habitantes (2010).